# هيروشي مييازوا
هيروشي مييازَوا (باليابانية: 宮澤 浩) (22 نوفمبر 1970 في هوكايدو في اليابان - )؛ هو لاعب كرة قدم ياباني سابق كان يلعب كمدافع.

## وصلات خارجية
- هيروشي مييازوا على موقع رابطة كرة القدم اليابانية للمحترفين (اليابانية)
- هيروشي مييازوا على موقع قاعدة بيانات كرة القدم.إي يو (الإنجليزية)
- هيروشي مييازوا على موقع عالم كرة القدم.نت (الإنجليزية)